# Paramoudra

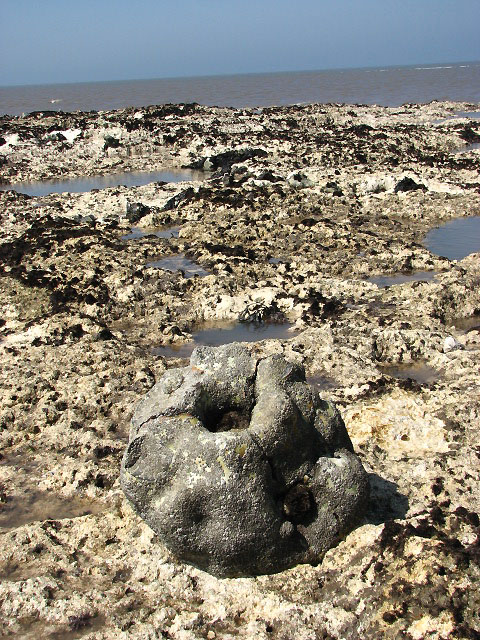
Paramoudra en afloramiento de tiza, en Norfolk, Inglaterra.

Las paramoudras, paramoudra flints, pot stones o potstones son nódulos de pedernal que se encuentran principalmente en partes del noroeste de Europa: Norfolk (Reino Unido), Irlanda, Dinamarca, España y Alemania. En Norfolk se le conocen como pot stones (piedras de olla) y se pueden encontrar en la playa debajo de Beeston Bump, en las afueras de Beeston Regis. En Irlanda se les conoce como paramoudras. El término paramoudras fue utilizado por primera vez por Buckland en 1817 y es una corrupción de un nombre gaélico, probablemente padhramoudras (arroces feos) o peura muireach (peras de mar).
Las piedras de olla son nódulos de pedernal con un centro hueco y tienen la apariencia de una rosquilla (toro). Se pueden encontrar en columnas que se asemejan a una columna vertebral.
Estos pedernales son icnofósiles de las madrigueras de un organismo que de otro modo sería desconocido excepto por estas reliquias a las que a veces se hace referencia como Bathicnus paramoudrae.